# Lothar Milde
Lothar Milde (República Democrática Alemana, 8 de noviembre de 1934) es un atleta alemán retirado, especializado en la prueba de lanzamiento de disco en la que llegó a ser subcampeón olímpico en 1968.

## Carrera deportiva
En los JJ. OO. de México 1968 ganó la medalla de plata en el lanzamiento de disco, con una marca de 63.04 metros, tras el estadounidense Al Oerter que con 64.78 metros batió el récord olímpico, y por delante del checoslovaco Ludvík Daněk (bronce con 62.92 metros).